# Tetra+
tetra+（てとらぷらす）とは、竹渕慶、國本怜、千葉省吾、高藤颯、神林祥太の5人からなるバンドである。
2012年5月3日の上野恩賜公園野外ステージでの公演で、2012年9月3日に無期限活動休止する事を発表。
現在竹渕はGoose houseとして活動するなど、それぞれメンバーは他バンドにて活躍中である。

## ディスコグラフィ
| 発売日        | アーティスト名義 | タイトル    |
| ------------- | ---------------- | ----------- |
| 2012年3月上旬 | tetra+           | 1st.demo CD |
| 2012年8月上旬 | tetra+           | Occur       |

## Live情報
| 日付          | 場所                                       |
| ------------- | ------------------------------------------ |
| 2012年1月5日  | 西川口Hearts                               |
| 2012年4月15日 | 原宿アストロホール                         |
| 2012年5月3日  | 上野野外音楽堂（上野恩賜公演野外ステージ） |
| 2012年5月27日 | 渋谷PLUG                                   |
| 2012年6月27日 | 渋谷SECO                                   |
| 2012年7月28日 | @渋谷 Last Waltz by shiosai                |
| 2012年8月28日 | 名古屋Doxy                                 |
| 2012年8月29日 | 心斎橋CONPASS                              |
| 2012年9月3日  | 代官山UNIT                                 |